# Mychajlo Serhijčuk
Mychajlo Mykolajovyč Serhijčuk (in ucraino Михайло Миколайович Сергійчук?; Kostjantynivka, 29 luglio 1991) è un calciatore ucraino, attaccante del Trostjanec'.

## Carriera
Ha giocato nella prima divisione ucraina ed in quella lettone.

## Palmarès

### Club

#### Competizioni nazionali
- Perša Liha: 1

Veres Rivne: 2020-2021